# Sangolquí
Sangolquí, también conocida como San Juan Bautista de Sangolquí, es una ciudad ecuatoriana, cabecera cantonal del cantón Rumiñahui, así como la segunda urbe más grande y poblada de la provincia de Pichincha. Se localiza al centro-norte de la región interandina del Ecuador, sobre el valle de los Chillos, que forma parte de la hoya del río Guayllabamba, atravesada por los ríos Pita, San Pedro y Santa Clara, a una altitud de 2500 m s. n. m. y con un clima temperado-ecuatorial subhúmedo de 17 °C en promedio.
Es llamada Corazón del Valle por su ubicación geográfica. En el censo de 2022, tenía una población de 96.647 habitantes, lo que la convierte en la decimá novena ciudad más poblada del país. Forma parte de la área metropolitana de Quito, pues su actividad económica, social y comercial está fuertemente ligada a Quito, siendo ciudad dormitorio para miles de personas que se trasladan a Quito por vía terrestre. El conglomerado alberga a 2'889.703 habitantes, y ocupa la segunda posición entre las conurbaciones del Ecuador.
Sus orígenes datan del siglo XVI, pero es a mediados del siglo XX, debido a su ubicación geográfica, cercana a la capital del país, cuando presenta un acelerado crecimiento demográfico hasta establecer uno de los principales núcleos urbanos de la nación. Es uno de los más importantes centros administrativos, económicos, financieros y comerciales de la provincia, después de Quito. Las actividades principales de la ciudad son el comercio, la industria y la agricultura.

## Historia
Los primeros pobladores del actual valle de los Chillos se habrían asentado en la zona de El Inga, que comprendía el actual cerro Ilaló, hace más de 11 000 años a. C. Avanzando el siglo XV aproximadamente, los Quitu-Cara, amos y señores de la antigua ciudad de Quito, emigraron al valle, debido a las bondades de su clima y sobre todo a la riqueza de su suelo. Para el año de 1460, empezaron a llegar los incas denominados Mitmakunas (indígenas desterrados de su tierra cuando se oponían a la conquista incaica). Se dedicaban principalmente al comercio. Los indígenas dividieron a esta región en Anan Chillo o chillo alto, que es el actual Conocoto y Urin Chillo o Chillo bajo, que ahora es Sangolquí.
En 1534 en la lucha contra los conquistadores y junto a Rumiñahui muere el cacique Quimbalembo de Chillo al defender su valle. Juan Sangolquí fue el cacique sucesor y una de las más ilustres personas indígenas de principios de la época colonial alrededor de 1580, las órdenes religiosas de la Compañía de Jesús, la Merced y San Agustín, adquirieron extensas tierras en Chillo convirtiéndolas en haciendas, muchas de las cuales se conservan en la actualidad. El poblado central de Urín Chillo creció hasta convertirse en San Juan Bautista de Sangolquí, nombre español dedicado a Juan el Bautista y al cacique Sangolquí.
Se dedicó a la producción del afamado maíz de chillo (de grano grande y amarillo), por lo cual recibió el calificativo del Granero de Quito. Luego de la expulsión de los Jesuitas de América del Sur a finales del siglo XVIII, muchas de las haciendas pasaron a manos de familias adineradas. Es el caso de la Hacienda de Chillo Compañía, propiedad de Juan Pío Montúfar, conocido como el marqués de Selva Alegre y héroe de la independencia ecuatoriana, oriundo de Sangolquí. Otras tierras fueron adquiridas por el español Pablo Sosa quien decidió instalarse en la zona después de las guerras de independencia, aun tiene descendientes en la zona. Fue en este valle donde en 1809 se reunieron los patriotas para conspirar contra la Corona española y el sitio donde las tropas del mariscal Antonio José de Sucre tuvieron algunas batallas preliminares, gracias a la ayuda del indígena Lucas Tipán, que finalizaron con la batalla de Pichincha de Quito, el 24 de mayo de 1822.

## Geografía
Sangolquí se encuentra ubicado sobre el valle de los Chillos, que forma parte de la hoya de Guayllabamba, a una altitud promedio de 2500 m s. n. m.

### Clima
El valle de los Chillos, en el que se asienta Sangolquí, corresponde al subtropical de tierras altas, con una temperatura muy agradable a lo largo de todo el año. La media oscila entre los 10 y 29 °C; siendo los meses más calurosos julio y agosto. El valle de los Chillos es mucho más lluvioso que los valles de Tumbaco, Iñaquito, Mitad del Mundo y Guayllabamba; por esta razón es mucho más verde que estos, mantiene las mismas condiciones de pluviosidad que el Valle del Río Machángara al sur de Quito y únicamente es superado por el valle de Machachi que es el más pluvioso de la hoya del Guayllabamba.

## Política
Territorialmente, Sangolquí es una de las tres parroquias urbanas de Rumiñahui, mientras que existen dos parroquias rurales con las que complementa el aérea total del cantón Rumiñahui. El término parroquia es usado en el Ecuador para referirse a territorios dentro de la división administrativa municipal.
El cantón Rumiñahui, al igual que las demás localidades ecuatorianas, se rige por una municipalidad según lo previsto en la Constitución de la República. El Gobierno Autónomo Descentralizado Municipal de Rumiñahui es una entidad de gobierno seccional que administra el cantón de forma autónoma al gobierno central. La municipalidad está organizada por la separación de poderes de carácter ejecutivo representado por el alcalde, y otro de carácter legislativo conformado por los miembros del concejo cantonal.
La Municipalidad de Rumiñahui, se rige principalmente sobre la base de lo estipulado en los artículos 253 y 264 de la Constitución Política de la República y en la Ley de Régimen Municipal en sus artículos 1 y 16, que establece la autonomía funcional, económica y administrativa de la Entidad.

### Alcaldía
El poder ejecutivo de la ciudad es desempeñado por el alcalde del cantón Rumiñahui, el cual es elegido por sufragio directo en una sola vuelta electoral, sin fórmulas o binomios en las elecciones municipales. El vicealcalde no es elegido de la misma manera, ya que una vez instalado el Concejo Cantonal se elegirá entre los ediles un encargado para aquel cargo. El alcalde y el vicealcalde duran cuatro años en sus funciones, y en el caso del alcalde, tiene la opción de reelección inmediata o sucesiva. El alcalde es el máximo representante de la municipalidad y tiene voto dirimente en el concejo cantonal, mientras que el vicealcalde realiza las funciones del alcalde de modo suplente mientras no pueda ejercer sus funciones el alcalde titular.
El alcalde cuenta con su propio gabinete de administración municipal mediante múltiples direcciones de nivel de asesoría, de apoyo y operativo. Los encargados de aquellas direcciones municipales son designados por el propio alcalde. Actualmente, el alcalde de Rumiñahui es Fabián Iza, elegido para el periodo 2023-2027.

### Concejo cantonal
El poder legislativo de la ciudad es ejercido por el Concejo Cantonal de Rumiñahui el cual es un pequeño parlamento unicameral que se constituye al igual que en los demás cantones mediante la disposición del artículo 253 de la Constitución Política Nacional. De acuerdo a lo establecido en la ley, la cantidad de miembros del concejo representa proporcionalmente a la población del cantón.
Rumiñahui posee siete concejales, los cuales son elegidos mediante sufragio (Sistema D'Hondt) y duran en sus funciones cuatro años pudiendo ser reelegidos indefinidamente. De los siete ediles, seis representan a la población urbana, mientras que uno representa a las dos parroquias rurales. El alcalde y el vicealcalde presiden el concejo en sus sesiones. Al recién instalarse el concejo cantonal por primera vez los miembros eligen de entre ellos un designado para el cargo de vicealcalde de la ciudad.

### División política
El cantón se divide en parroquias que pueden ser urbanas o rurales y son representadas por los Gobiernos parroquiales ante la Alcaldía de Rumiñahui. La urbe tiene tres parroquias urbanas:
- San Rafael 2 km²
- San Pedro de Taboada	4 km²
- Sangolquí 49 km²

## Turismo
Sangolquí, es un destino turístico por excelencia. Sus habitantes lo describen como un sitio mágico y multicolor, debido a una amplia gama de atractivos naturales y paisajes andinos.
Si bien Sangolquí posee pocos sitios arqueológicos o históricos, los paisajes que ofrece, la actividad comercial, culinaria y las esculturas de grandes maestros, como Guayasamín, Endara Crow o [Eduardo Kingman], embellecen los rincones de la ciudad. Es recomendable asimismo un paseo por su parque lineal.
Los numerosos atractivos han obligado a los empresarios a impulsar la infraestructura turística. Hoy, el cantón Rumiñahui cuenta con modernos sitios de hospedaje, entre los que se destacan las hosterías El Río, La Carriona...

### Naturaleza
En el entorno se destacan 18 cascadas a lo largo del río Pita, entre las que resaltan La Chorrera, Vilatuña, Cóndor Machay, Rumibosque y Padre Urco.
Para ir a Sangolquí es aconsejable llevar ropa ligera. La cámara de fotos es indispensable. Existen excursiones como la visita a la cascada del río Pita, uno de los ríos más conocidos de Pichincha y también existe un hermoso mirador a los volcanes de la región Sierra.

### Cultura
También atraen las casas de hacienda, llenas de historia y leyendas, que aún conservan la riqueza arquitectónica colonial. Entre todas se destaca la hacienda Chillo Compañía, considerada como el ‘Santuario cívico de la Patria’. Los habitantes de Rumiñahui señalan que en este sitio se realizaron las reuniones de los próceres de la Independencia, quienes protagonizaron el Primer Grito de la Independencia, el 10 de agosto de 1809. En el entorno se destacan también sus monumentos y parques botánicos.

#### Gastronomía
El cantón es famoso, sobre todo, por su rica y variada gastronomía, entre la que se destaca el hornado, el plato típico de Sangolquí, famoso a escala nacional. Es más, se la conoce como la ‘Capital mundial del hornado’. Otras delicias de la cultura gastronómica local son el caldo y seco de gallina, el mote con chicharrón, la fritada, el cuy asado, ville, morocho, la chicha maíz y el menudo, entre otros.
Existen también opciones de comida gurmé con el Restaurante La Provence, que viene desarrollando una nueva cocina de autor con insumos de la región. También se podrá apreciar la comida artesanal del Restaurante La Bella Italia, ubicado en la General Grupo Dávalos y Teniente Hugo Ortiz, brindando la sabrosura de la gastronomía italiana hace más de 15 años en la ciudad.

### Centros comerciales
En el año 2004 se inauguró River Mall, el primer Centro Comercial de Sangolquí y del valle de los Chillos, convirtiéndose en un polo de desarrollo comercial de la región, donde la cultura y la tradición se juntan para brindar a sus visitantes sano esparcimiento en sus amplias instalaciones, espacios verdes siendo un lugar agradable para propios y extraños.
En el 2005 se inauguró el centro comercial San Luis Shopping, asentado sobre una de las haciendas más antiguas y tradicionales de la zona. Cuenta con aproximadamente 250 tiendas y alberga grandes marcas de productos. Sus amplias instalaciones cuentan con parqueadero para 3000 vehículos.

## Transporte
A Sangolquí se accede por la autopista General Rumiñahui, desde Quito y San Rafael, y por la E35 desde el Aeropuerto Mariscal Sucre.

### Avenidas principales
- Ilaló
- General Enríquez
- General Rumiñahui
- Calderón
- Luis Cordero
- San Luis
- General Píntag

## Educación
En Sangolquí se pueden encontrar varios centros de educación, desde la educación básica, media y superior entre los que más prestigio gozan se encuentran:
- Unidad Educativa Franciscana "La Inmaculada"
- Unidad Educativa Juan de Salinas
- Colegio Nacional Técnico Jacinto Jijon y Caamaño
- Liceo del Valle
- Universidad de las Fuerzas Armadas (ESPE)
- Universidad Metropolitana del Ecuador (UMET)
- Instituto Tecnológico Superior Rumiñahui (ISTER)
- Colegio Educar 2000
- Sociedad Educativa del Futuro.Colegio Gutenberg Schule
- Unidad Educativa Rumiñahui
- Unidad Educativa Galileo Galilei
- Unidad Educativa San Rafael
- Unidad Educativa Darío Figueroa Larco
- Unidad Educativa Carlos Larco Hidalgo
- Centro Educativo Marqués de Selva Alegre
- Unidad Educativa Lev Vygotsky
- Unidad Educativa Santa Ana

La mayor Institución educativa mixta del cantòn Rumiñahui es el Colegio Nacional Polivalente Juan de Salinas, con más de 2500 estudiantes. que fue fundado un 17 de septiembre de 1951.
La Unidad Educativa Franciscana "La Inmaculada" ha crecido rápidamente gracias a la labor realizada por la Comunidad de Hermanas Franciscanas Misioneras de la Inmaculada, ajustándose al carisma de San Francisco de Asís y de María Francisca de las Llagas, como también al aporte pedagógico de un equipo docente de excelencia, en conjunto con los Padres de Familia comprometidos. La obra misionera, de las Hermanas Franciscanas inicia cuando este sector del Valle de los Chillos, era poco poblado, no habían carreteras, la historia cuenta que las primeras misioneras entraron a caballo, y la preocupación principal de las religiosas fue crear la primera escuela católica y así, su obra educativa y evangelizadora data desde 1926, con 6 grados, y 120 estudiantes, en aquel tiempo fue párroco, el Padre Secundino Ortiz, instruyeron la labor educativa en una casa antigua donde hoy es el actual Banco del Pichincha.
Una de las instituciones de educación superior de la ciudad es la afamada Escuela Politécnica del Ejército (ESPE), que pertenece a las Fuerzas Armadas y que, además de instruir a los oficiales, se ha convertido en un foco de atracción para civiles por su prestigio sobre todo en carreras agrícolas y químicas. Pero también existe el Instituto Superior Rumiñahui, que cuenta con acreditación A.

## Deporte

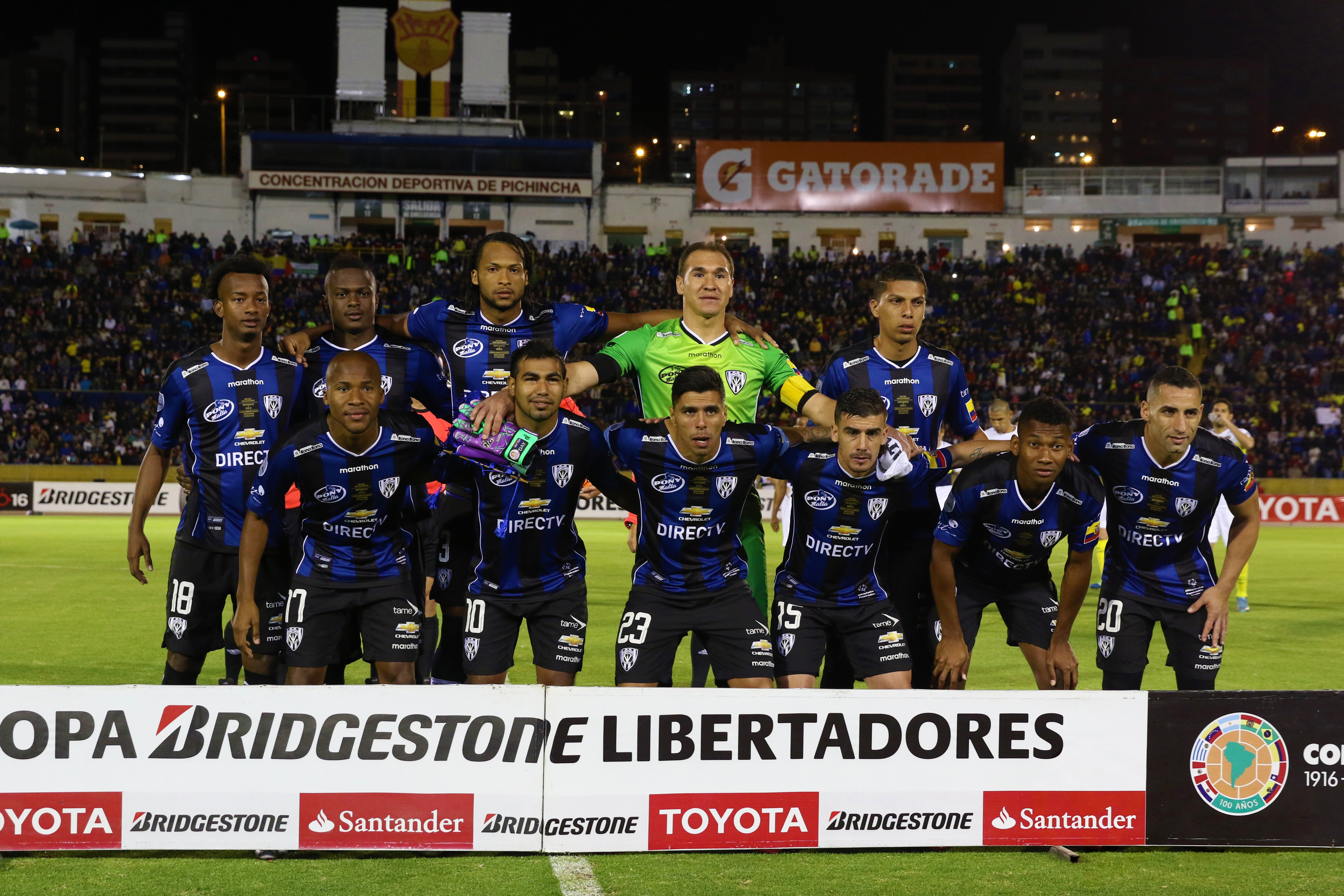
Club de Alto Rendimiento Especializado Independiente del Valle, emblema deportivo de Sangolquí.

La Liga Deportiva Cantonal de Rumiñahui es el organismo rector del deporte en todo el cantón Rumiñahui y por ende en Sangolquí se ejerce su autoridad de control. El deporte más popular en la ciudad, al igual que en todo el país, es el fútbol, siendo el deporte con mayor convocatoria. El Independiente del Valle es el ícono deportivo de la ciudad. Históricamente es el máximo representante de la urbe en la Serie A de Ecuador.

### Escenarios deportivos
El principal recinto deportivo para la práctica del fútbol es el Estadio Rumiñahui. Es usado mayoritariamente para la práctica del fútbol. Está ubicado entre las calles Espejo y Eloy Alfaro de la ciudad de Sangolquí. Fue inaugurado el 30 de mayo de 1941, y tiene capacidad para 7500 espectadores. Desempeña un importante papel en el fútbol local, ya que los clubes sangolquileños: Independiente del Valle y Clan Juvenil hacen de locales en este escenario deportivo.
Este estadio es sede de distintos eventos deportivos a nivel local, así como es escenario para varios eventos de tipo cultural, especialmente conciertos musicales (que también se realizan en el Coliseo de la Liga Deportiva Cantonal de Rumiñahui).

### Taekwondo
El cantón Rumiñahui cuenta con las mejores instalaciones para la práctica deportiva de la disciplina del taekwondo. Cuenta con destacados clubes como: San Sebastián, Nuevo Amanecer, Los Pumas, ESPE, Yin Yang, Club Deportivo Especializado Mikido, Sociedad Deportiva Central del Maestro Carlos Reinoso, con triunfos a nivel Nacional como entrenador de Concentración Deportiva de Pichincha, Neptuno, Dragons Forever, Atlas Club y la Escuela de Liga Cantonal, bajo la organización de la Comisión de Taekwondo de Rumiñahui. Entre los deportistas más destacados se encuentran: Henry Sigchos quien obtuvo medalla de bronce en parejas (con la pichinchana Claudia Cárdenas) en el Mundial de Poomsae en Tunja, Colombia 2012, medalla de oro en los Juegos Bolivarianos en 2013, y medalla de bronce en el Mundial de Poomsae en Aguas Calientes, México 2014. Noticia que fue difundida por varios medios de comunicación masivos.
Es de suma importancia destacar el trabajo pionero que en el cantón Rumiñahui se ha desarrollado, con la presencia del Maestro Edgar Varela en la modalidad del parataekwondo (taekwondo para personas con discapacidad intelectual, visual y física), quien con tenacidad y esfuerzo ha logrado clasificar por primera ocasión a dos deportistas del Atlas Club del cantón a los próximos Global Games INAS 2015 (los Juegos Mundiales INAS, un campeonato que atrae a más de setecientos de los mejores atletas del mundo, con una discapacidad intelectual). Con fecha 15 de septiembre del 2015 se obtuvo la primera medalla de bronce para el Ecuador, la provincia y el cantón, con el desempeño del deportista paralímpico Edison Chiguano. También se destaca Arturo González Díaz como mejor deportista del taekwondo de Pichincha en el 2008; Séptimo en el mundo en Poomsae y Décimo en el Mundo en tríos, en el campeonato llevado a cabo en Tunja, Colombia 2012. El evento con mayor trascendencia en el taekwondo del cantón es el denominado Rumiñahui Open que se realiza por siete años consecutivos en el mes de septiembre, con el aval de la Federación Ecuatoriana de Taekwondo, Asociación de Taekwondo de Pichincha y Liga Deportiva Cantonal de Rumiñahui.